# Лик, Лафайет

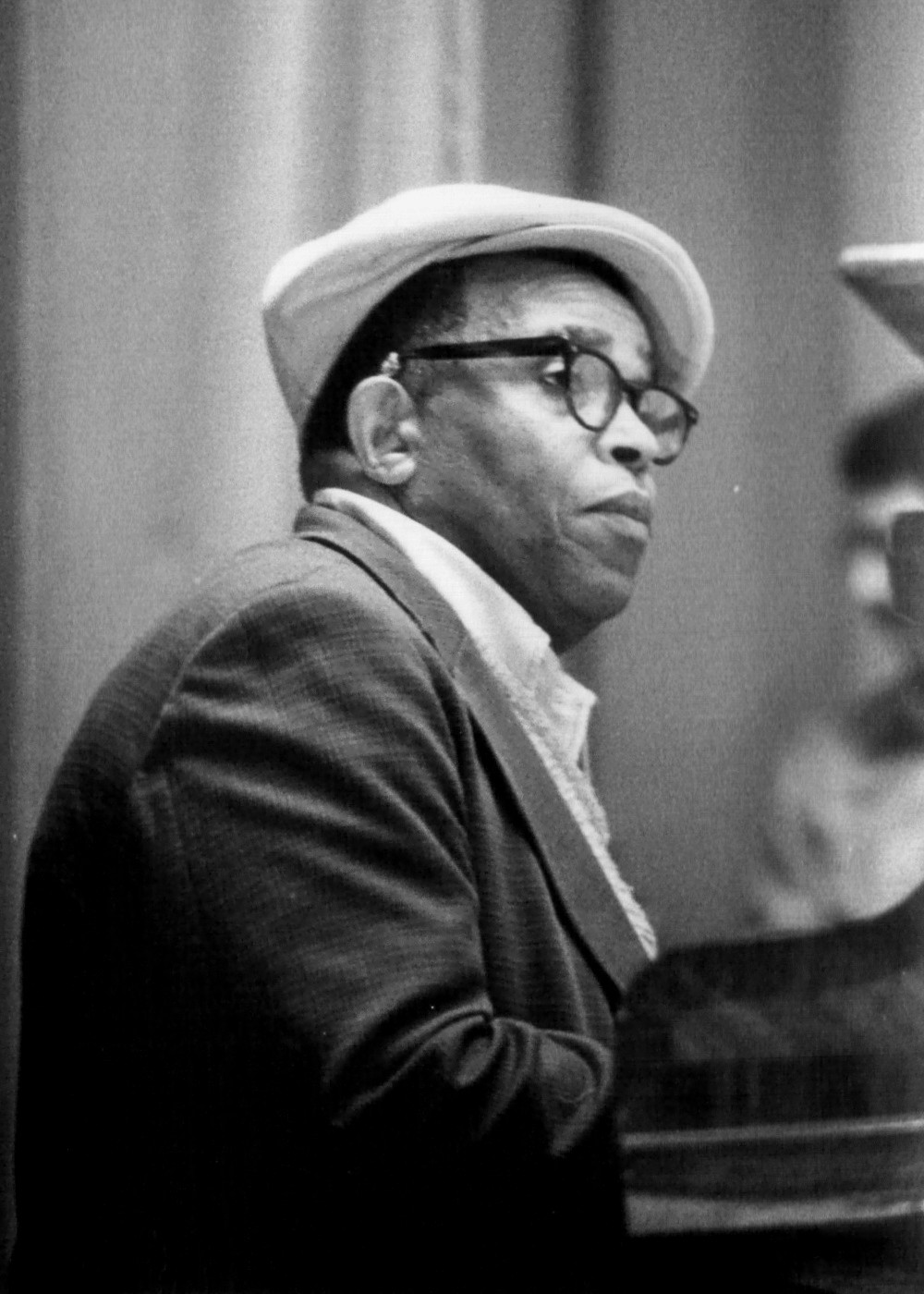
Лафайет Лик в 1978 году

Лафайет Лик (англ. Lafayette Leake; 1 июня 1919, Вайнона, Миссури — 14 августа 1990, Чикаго) — афроамериканский блюзовый и джазовый пианист, органист, вокалист и композитор. Один из известнейших сессионных музыкантов в истории лейбла Chess Records. Пианист Big Three Trio Вилли Диксона в годы становления чикагского блюза. Лик играл на фортепиано на многих записях Чака Берри.

## Биография
Лик родился в Вайноне, штат Миссури в 1919 году. Достоверной информации о его ранних годах нет, но в начале 1950-х годов Лик присоединился к Big Three Trio, заменив Леонарда Кэстона. Благодаря Вилли Диксону, Лик начал работать на Chess Records как сессионный музыкант.
Лик играл на фортепиано на альбоме Чака Берри «One Dozen Berrys», выпущенный в 1958 году на Chess. На альбоме «Chuck Berry Is on Top» именно Лафайет исполняет партию фортепиано в песне «Johnny B. Goode». Лик играл на многих сессиях Chess Records в 1950-70-х годы, аккомпанируя Сонни Бою Уильямсону II, Отису Рашу, Джуниору Уэллсу, Хаулину Вульфу, Билли Бою Арнольду, Бадди Гаю, Коко Тейлор и Литтлу Уолтеру.
В 1960 году Лик выпускает альбом «Might is Right!». В 1960-х годах Вилли Диксон создает Chicago Blues All-Stars с Ликом в качестве пианиста. Лафайет гастролировал и записывался с этой группой до середины 1970-х годов. В 1978 году записывает второй сольный альбом «Feel So Blue». После этого этапа Лик вел неактивную музыкальную деятельность.
В 1986 году Лик появился с Чаком Берри на фестивале Chicago Blues Festival и записал «Hidden Charms» с Вилли Диксоном в 1988 году.
Помимо того, что Лик был уважаемым исполнителем, он был и композитором. Лафайет записал несколько композиций, играя в различных бэндах, и некоторые из них были перезаписаны известными музыкантами. Fleetwood Mac, например, записали его песню «Love That Woman» для своего альбома «The Original Fleetwood Mac». Песня Лика «Wrinkles», исполненная Big Three Trio, была использована в саундтреке фильма Дэвида Линча «Дикие сердцем» (1990). Блюз-бэнд Slo Leak был назван в честь одной из инструментальных пьес Лафайета.
Лафайет Лик умер в больнице 14 августа 1990 года, в Чикаго, Иллинойс, впав в диабетическую кому.

## Альбомы
- Might is Right! (1960) Yambo/Weis
- Feel So Blue (1978) Black & Blue (Франция), переиздан под названием Easy Blues (2002)